# Нидерланды на зимних Олимпийских играх 1964
Нидерланды принимали участие в Зимних Олимпийских играх 1964 года в Инсбруке (Австрия) в седьмой раз за свою историю, и завоевали одну серебряную и одну золотую медали.

## Золото
- Фигурное катание, женщины — Шаукье Дейкстра.

## Серебро
- Конькобежный спорт, мужчины — Корнелис Веркерк.

## Speed skating
Mужчины
| Соревнование | Спортсмены       | Забег   | Забег |
| Соревнование | Спортсмены       | Время   | Место |
| ------------ | ---------------- | ------- | ----- |
| 1500 м       | Руди Либрехтс    | 2:12.8  | 10    |
| 1500 м       | Адрианус Схенк   | 2:13.4  | 13    |
| 1500 м       | Корнелис Веркерк | 2:10.6  | 2     |
| 5000 м       | Руди Либрехтс    | 7:50.9  | 8     |
| 5000 м       | Peter Nottet     | 8:26.1  | 34    |
| 5000 м       | Корнелис Веркерк | 7:51.1  | 9     |
| 10,000 м     | Руди Либрехтс    | 16:08.6 | 4     |
| 10,000 м     | Корнелис Веркерк | 16:53.4 | 16    |

Женщины
| Соревнование | Спортсмены          | Забег  | Забег |
| Соревнование | Спортсмены          | Время  | Место |
| ------------ | ------------------- | ------ | ----- |
| 1000 м       | Вильгельмина де Бер | 1:40.1 | 17    |
| 1500 м       | Вильгельмина де Бер | 2:34.0 | 16    |
| 3000 м       | Вильгельмина де Бер | 5:49.9 | 27    |